# エルンスト・ベーリング
エルンスト・ルートヴィヒ・ベーリング（Ernst Ludwig Beling, ベーリンクとも。1866年6月19日 - 1932年5月18日）はドイツの刑法学者。グローガウ生、ミュンヘン没。1912年11月にヴュルテンベルク王冠勲章の叙勲を受け貴族に列し、以降エルンスト・ルートヴィヒ・フォン・ベーリング（Ernst Ludwig von Beling）とも呼ばれるが、本人は生涯を通してこの称号を用いなかった。
ベーリングは犯罪（独: Straftat/ドイツ法下での説明）を「構成要件（独: Tatbestand）に該当し、かつ違法、有責な行為」と定義した。以降ドイツ法下の刑法学はこの三分説を基礎とし、とりわけ刑法総論において、「構成要件該当性」（独: Tatbestandsmäßigkeit）、「違法性」（独: Rechtswidrigkeit）、「有責性」（独: Schuld）を主題としている。

## 経歴
ベーリングは1866年、シュレージエンのグローガウに生まれた。当時彼の父親は裁判官であった。母親はゲルリッツの法曹一家の出身で、郡地方裁判所判事であるパウル（Paul）の娘である。1885年、ベーリングはライプツィヒ大学に入学し、法学を学び始めた。同大学在学中は、「ブルシェンシャフト・ノルマンニア・ライプツィヒ」（"Burschenschaft Normannia Leipzig"）に加入していた。彼はライプツィヒにて、カール・ビンディングの影響により刑法（"Strafrecht"）に興味を持った。この時のことについてベーリング自身はこう記している、「刑法学者になったならば、それは親譲りということだろう。」1886年にブレスラウ大学に移籍、そこで3ゼメスターの間学究に努めたのち、「司法行政修習試験」（"Referendarprüfung"）を受験、また1890年に博士号（"Promotion"）を授与された。1893年1月14日、ベルリンにて国家試験に合格した。ベーリングは司法修習期間中に教授資格論文の執筆にも取り組み、1893年5月15日からはブレスラウ大学に私講師（"Privatdozent"）として採用され、刑法、刑事訴訟法（"Strafprozeß"）、民事訴訟法（"Zivilprozeß"）、国際法（"Völkerrecht"）を専門とし教鞭を振るった。1897年、同大学にて彼はアルフレート・シュルッツェ（Alfred Schultze）の後継として、刑法、刑事訴訟法、国際法、国際私法と国際刑事法（"internationales Privat- und Strafrecht"）、法学基礎の各講座の員外教授の地位を与えられ、更に1898年7月2日、ハンス・ベネッケが亡くなった後の推挙を受けて、晴れて正教授の地位に就いた。
1900年、彼は5ゼメスター間のみギーセン大学の教授職に就いた。1902年の秋頃には、テュービンゲン大学からの招聘を受けた。1903年1月15日、著名な講座として名高い彼の就任講義（"Antrittsvorlesung"）„Die Beweisverbote als Grenze der Wahrheitsforschung im Strafprozess.“（「刑事訴訟における真理探究に対する限界としての証拠禁止について」）を同大学にて開催した。テュービンゲン大学ではまた、『犯罪論』（„Die Lehre vom Verbrechen“）という著作を残しており、彼と幾人かがこの著書の執筆を通じて、刑法学における体系的な基礎概念である構成要件の枠組みを構築した。1912年から13年に渡って、ベーリングはテュービンゲン大学の学長の職に就いた。1913年の夏季ゼメスター期間からはミュンヘン大学に移り、1932年に死去するまで同学で教鞭を振るった。
次のような彼の言葉が残されている。

## 著作（一部）
- Die geschichtliche Entwicklung der Retorsion und Kompensation von Beleidigungen und Körperverletzungen（『侮辱、傷害による報復と賠償の歴史的進展』）, Breslau 1894
- Die Beweisverbote als Grenzen der Wahrheitserforschung im Strafprozeß, Strafrechtliche Abhandlungen, Heft 46, 1903
- Die Lehre vom Verbrechen, Tübingen 1906
- Die Vergeltungsidee und ihre Bedeutung für das Strafrecht（『刑法における報復の概念とその意義』）, Leipzig 1908
- Revolution und Recht（『革命と権利』（革命と法））, Augsburg 1923
- Die Lehre vom Tatbestand（『構成要件論』） (Reinhard von Frank zum 70. Geburtstag dargebracht). Tübingen, J. C. B. Mohr（ドイツ語版）, 1930 - 前掲書『犯罪論』の概念を更に発展させ、構成要件の該当性から類型性（"Leitbild"）の議論へと展開し、それまで考慮されていなかった未遂を包含し、構成要件が犯罪類型の指導的立場にあるとの考え（「指導形象」）を述べた[9]。ベーリングは構成要件を単なる行為の類型と見なしている。
- Grundzüge des Strafrechts（『刑法基礎』）: Mit e. Anleitg zur Bearb. von Strafrechtsfällen, 11. Aufl., Tübingen: J. C. B. Mohr, 1930